# Dromoland Castle
Dromoland Castle (Iers: Drom Ólainn) is een kasteel dat nu in gebruik is als vijfsterrenhotel. Het is gelegen vlak bij Newmarket-on-Fergus in County Clare, Ierland. Het kasteel heeft vele prijzen en erkenningen verworven. Zo mocht zijn "Earl of Thomond"-restaurant in 1995 een Michelinster voeren.
Het huidige gebouw dateert van 1835. Het eerste gebouw op deze plaats zou echter een in de 15e of begin 16e eeuw gebouwde donjon zijn. Deze toren is gebouwd door Thomas, zoon van Shane Mac Anerheny. Er zijn ten minste drie woonhuizen geweest in verschillende perioden, die de naam Dromoland droegen. Terwijl Dromoland later de woonplaats werd van 8 generaties van de machtige familie O'Brien, suggereren oude bronnen dat het gebied oorspronkelijk bewoond werd door lokale Keltische families, zoals de familie McInerney, gedurende de 16e eeuw. Volgens de historicus James Frost kan de naam "Dromoland" in het Engels vertaald worden als "Hill of Litigation" of in het Nederlands "Heuvel van de Rechtspraak".

## Geschiedenis
In 1551 werd Dromoland genoemd in het testament van Murrough O'Brien. Hij was de eerste tanist (gekozen troonopvolger) van de O'Brien-clan. In 1543 had Hendrik VIII van Engeland hem verheven tot eerste Graaf van Thomond in ruil voor het neerleggen van de oude Ierse titels, zoals "Koning van Thomond".

Murrough legateerde Leamaneh Castle aan zijn derde zoon Donough MacMurrough O'Brien. Donough verkreeg ook het kasteel en landgoederen in Dromoland. Echter, in 1582 werd hij in Limerick opgehangen na beschuldigd te zijn van deelname aan een opstand. De regering besliste vervolgens dat al zijn bezittingen vervielen aan de (Engelse) Kroon. Sir George Cusack, High Sheriff of Clare, nam vervolgens Dromoland Castle in bezit. Enige jaren later werd Cusack gedood door Turlough O'Brien, waarop verschillende O'Briens probeerden het kasteel in bezit te krijgen. De vierde Graaf van Thomond claimde het eigendomsrecht en probeerde Donoughs zoon Conor MacDonough O'Brien uit te sluiten. De uitkomst van dit dispuut is onbekend.
In 1604 liet Conor O'Brien Dromoland na aan zijn zoon Donough MacConor O'Brien. Donough was op dat moment ongeveer 8 jaar oud. Er ontstond vervolgens een juridische strijd tussen Slaney O'Brien, de moeder en voogd van Donough, en de vierde graaf van Thomond. Na arbitrage werd dit dispuut pas geregeld in 1613. De graaf, dan met de titel Lord Thomond, werd eigenaar van Dromoland tegen betaling van £ 132.13.4. Toen Donough volwassen werd, weigerde hij echter deze overeenkomst te accepteren. In 1614 huurde William Starkey Dromoland van Lord Thomond. In 1628 overleed Lord Thomond maar Donough zette het dispuut voort, nu bij de "Court of Wards and Liveries" in Dublin. In 1629 verkreeg Donough toegang tot alle huizen, landerijen en verpachte bezittingen van wijlen zijn vader Conor O'Brien, tegen betaling van een boete. Dromoland stond echter niet op de lijst van de vele bezittingen en het bleef in het bezit van de graven van Thomond voor nog eens vijftig jaar. De vijfde Graaf van Thomond gaf wel een tweetal andere bezittingen aan Donough als compensatie.
Robert Starkey, de zoon van de eerder genoemde William, woonde op Dromoland toen de rebellie van 1641 uitbrak. Het lijkt erop dat hij ofwel wegvluchtte uit de omgeving ofwel het kasteel onderverhuurde. In 1642 nam kolonel Conor O'Brien van Leamaneh, zoon van Donough en gehuwd met Maire Rua MacMahon, het kasteel in. De Ierse strijdmacht - onder zijn en kapitein McInerhenny's leiding - kon de bewakers verrassen dankzij de hulp van Starkeys assistent Moran.
Conor sneuvelde in 1651. Zijn oudste zoon Donough, geboren in 1642, was de erfgenaam van Leamaneh Castle en de familieclaim op Dromoland. Daarnaast erfde hij grote landgoederen van zijn halfbroer William O'Neylan (ook wel O'Neillan), die in 1678 overleed. William was in 1635 geboren uit het eerste huwelijk van Marie Rua MacMahon met Daniel O'Neylan, die in 1639 overleed. Robert Starkey keerde terug op Dromoland en zette de huurovereenkomst voort. In 1666 werd Dromoland onderverhuurd aan kolonel Daniel O'Brien van Carrigaholt Castle. Drie jaar later werd het toegewezen aan Thomas Walcott van Moyhill. Uiteindelijk werd het volle eigendom van Dromoland in 1684 toegewezen aan Donough O'Brien. Op dat moment was het nog een bescheiden huis. De oorspronkelijke donjon schijnt pas door één der Starkeys bij het huis getrokken te zijn, dus nog voor Donough verhuisde vanaf Leamaneh Castle.
Door de jaren heen hebben tal van bezoekers beschrijvingen achtergelaten van Dromoland. In de tijd van Sir Donough, 1e Baronet, werd het huis beschreven als "een aardig huis in Griekse stijl". Zijn kleinzoon Edward werd in 1717 de 2e Baronet. Deze eerste Sir Edward O'Brien verrijkte het huis met schilderwerken en houtsnijwerk. Hij liet ook plannen maken voor een nieuw huis. De architecten John Aheron en Thomas Roberts maakten beiden schetsen voor een huis met tuin te Dromoland. John Aheron lijkt het definitieve plan te hebben mogen maken. Hij ontwierp ook het prieel op Turret Hill, tegenover de ingang van het landgoed. Vermoedelijk was het bedoeld om de training van de paarden van Sir Edward te kunnen bekijken, tegenwoordig heeft men uitzicht op de snelweg (N18). Dromoland was na de uitbreiding een huis van 2½ verdieping en 10 kamers (plus werkruimten e.d.) rijk. Een uitbreiding met een twee verdiepingen hoog gedeelte rondom een binnenplaats kwam gereed in 1736.
Kleinzoon Edward werd de 4e Baronet. Hij besloot het kasteel te herbouwen. Het werk begon rond 1822 en kostte ongeveer £ 50.000. De gebroeders James en George Richard Pain, de architecten, dienden een aantal klassieke ontwerpen in maar Edward O'Brien koos voor hun neogotische ontwerp. Het complex kwam gereed in 1835.
In 1837 beschreef Samuel Lewis Dromoland als:

"a superb edifice in the castellated style, lately erected on the site of the ancient mansion, and surrounded by an extensive and richly wooded demesne".
Een prachtig bouwwerk in de gekanteelde stijl, recent verrezen op de plek van de oude herenhuis, en omgeven door een uitgebreid en rijkelijk bebost domein".

In 1855 beschrijft Burkes Visitation of Seats Dromoland als volgt:

"It is built entirely of dark blue limestone, and in fine chiseled workmanship; the ornamental grounds and woods extend over more than 1,500 (6.1 km2) of land…from some of the eminences there are views of the Shannon and Fergus, which, at this part of the country, resembles a large inland lake with island, making Dromoland one of the most beautiful and desirable residences in Ireland."
"Het is geheel gebouwd van donkerblauwe hardsteen, en in fijn gebeiteld vakmanschap. De siertuinen en bossen strekken zich uit over meer dan 1.500 acre (6.1 km2) van het terrein ... een aantal te noemen hoogtepunten zijn het uitzicht op de Shannon en Fergus die op dit deel van het land lijkt op een groot binnenmeer met eiland, waardoor Dromoland een van de mooiste en meest wenselijke residenties in Ierland."

## Dromoland tegenwoordig

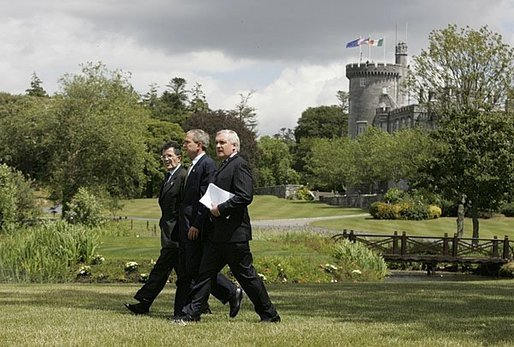
George W. Bush, Bertie Ahern, en Romano Prodi op weg naar hun gezamenlijke persconferentie op Dromoland in 2004.

Dromoland is sindsdien weinig veranderd. Het herenhuis is van adellijke allure in een neogotische stijl. Het heeft vier verschillend gevormde gekanteelde torens. Een gotische entree aan de noordzijde toont het wapen van de O'Briens. Het westelijk deel van het complex kijkt uit over het meer, terwijl het oostelijke deel uitkijkt op de heuvel waar Thomond House staat. De grote ommuurde tuinen liggen aan de zuidzijde. In 1902 liet de 15e Baron Inchiquin, Lucius O'Brien, de 17e-eeuwse toegangspoort verwijderen van Leamaneh Castle en plaatste het als toegangspoort bij de ommuurde tuin. Een lange oprijlaan loopt vanaf de entree langs het meer naar de entree van het kasteel.
In 1962 was de 16e Baron Inchiquin, Donough O'Brien, vanwege financiële problemen genoodzaakt Dromoland Castle en 140 hectare grond te verkopen. Hij liet vervolgens Thomond House bouwen op een heuvel die uitkeek over Dromoland. Hij verhuisde in 1965 naar dit in georgiaanse stijl opgetrokken huis en overleed daar in 1968. Het huis wordt nu bewoond door de 18e Baron Inchiquin.
Dromoland Castle werd gekocht door de Amerikaan Bernard McDonough. Deze liet het inwendig verbouwen teneinde het als topklasse-hotel te kunnen gebruiken.
De Amerikaanse president George W. Bush bracht hier op 26 juni 2004 de nacht door vanwege een op Dromoland Castle gehouden topontmoeting tussen de Europese Unie en de Verenigde Staten. President Bush en de andere deelnemers aan de conferentie werden beschermd door zo'n 7000 gardai, militairen en particuliere beveiligers.
De rivier de Rhine stroomt gedeeltelijk over het landgoed.